# Lac Ounianga (département)
Le département du Lac Ounianga est un des trois départements composant la province de l'Ennedi Ouest au Tchad. Son chef-lieu est Ounianga-Kebir.  

## Subdivisions
Le département du Lac Ounianga compte cinq communes :
- Ounianga-Kebir,
- Ounianga-Serire
- Ouadi-Doum.
- Dimi

## Histoire
Le département du Lac Ounianga a été créé par l'ordonnance n° 038/PR/2018 portant création des unités administratives et des collectivités autonomes du 10 août 2018.

## Administration
Préfets du Lac Ounianga (depuis 2018)
- Préfet de département Monsieur OUMAR SOUGUI MOUSSA
- député de département Monsieur MOUSSA HAMIDI ELIMY
- Chef de canton Monsieur AHAMAT MOUSSA THOSIN